# 1988 VZ
1988 VZ är en asteroid i huvudbältet som upptäcktes den 7 november 1988 av de japanska astronomerna Yoshio Kushida och Masaru Inoue vid Yatsugatake-Kobuchizawa-observatoriet.
Asteroiden har en diameter på ungefär 20 kilometer.